# Blanche-Neige : Le Plus Horrible des contes
Pour les articles homonymes, voir Blanche-Neige (homonymie).
Pour plus de détails, voir Fiche technique et Distribution.
Blanche-Neige : Le Plus Horrible des contes (Snow White: A Tale of Terror) est un film d'horreur américain réalisé par Michael Cohn sorti en 1997, basé sur le conte de fées des frères Grimm : Blanche-Neige.

## Synopsis
Le conte des frères Grimm revisité dans une version bien plus horrifique que celle de Disney. Lady Claudia, une femme belle et acariâtre, n'arrive pas à accepter la présence de sa belle-fille Lili dans sa vie. La rendant de plus responsable de sa fausse couche, elle se charge de la faire tuer. Arrivant à échapper au piège tendu par Claudia, sa méchante belle-mère, Lili est recueillie par sept vagabonds...

## Fiche technique
- Réalisation : Michael Cohn
- Scénario : Thomas E. Szollosi et Deborah Serra d'après Blanche-Neige de Jacob Grimm et Wilhelm Grimm
- Producteur : Tom Engelman
- Format : Son : Dolby Digital - 1,85:1
- Musique : John Ottman
- Montage : Ian Crafford
- Photographie : Mike Southon
- Pays de production:  États-Unis
- Langue : anglais
- Dates de sortie :
  - États-Unis : 24 août 1997
  - France : 2 janvier 2008 (DVD)
- Interdit aux moins de 12 ans

## Distribution
- Monica Keena : Lilliana Hoffman
  - Taryn Davis  : la jeune Lilliana
- Sigourney Weaver : Lady Claudia Hoffman
- Sam Neill  (VF : Hervé Bellon)  : Lord Friedrich Hoffman
- Gil Bellows : Will
- Brian Glover : Lars
- David Conrad : Peter Gutenberg
- Anthony Brophy : Rolf
- Frances Cuka : Nannau
- Chris Bauer : Konrad
- John Edward Allen : Bart
- Miroslav Táborský : Gustav
- Andrew Tiernan : Scar
- Bryan Pringle : le père Gilbert
- Dale Wyatt : Elsa, la servante
- Joanna Roth : Lady Lilliana Hoffman